# Torre Cinese

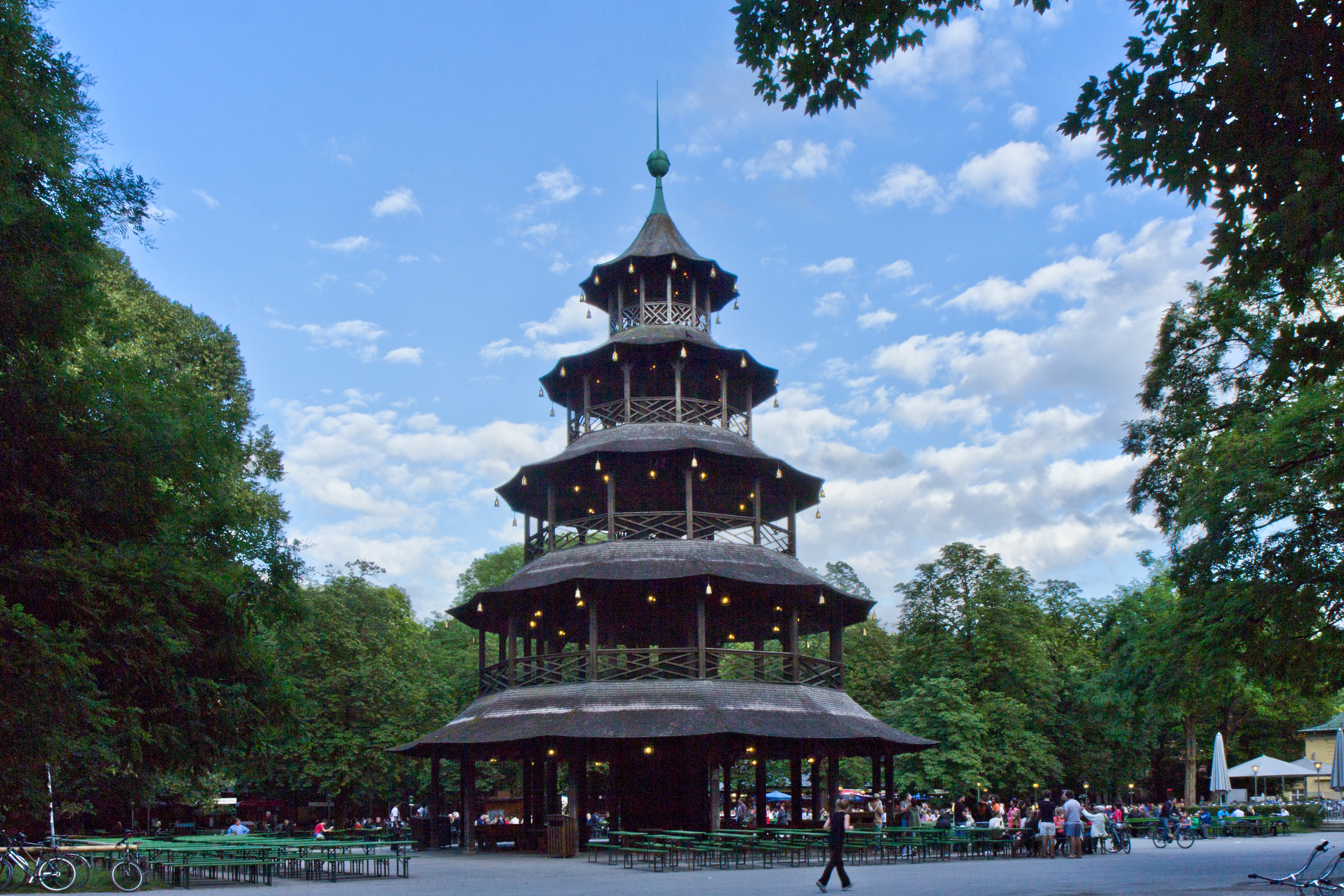
La Torre Cinese nel Giardino inglese

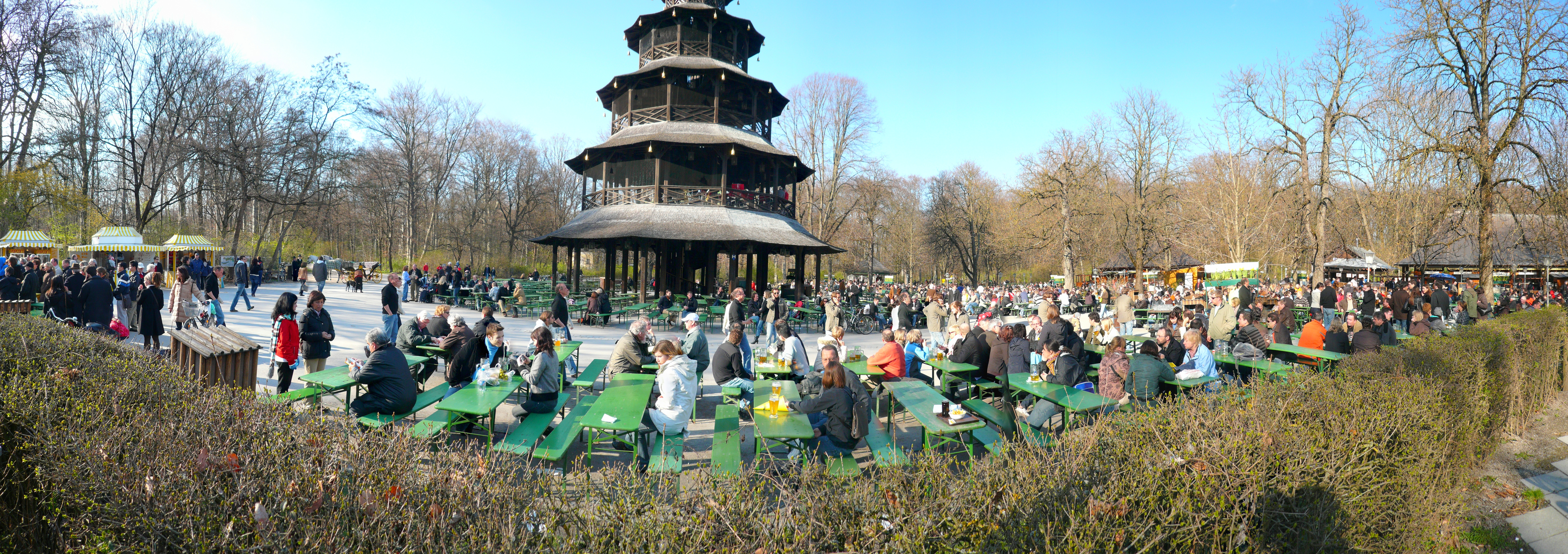
Biergarten alla Torre Cinese

La torre cinese nel Giardino inglese di Monaco di Baviera è una costruzione in legno in stile pagoda cinese.   

## Storia
Fu costruita tra il 1789 e il 1790 da Johann Baptist Lechner seguendo i disegni di Joseph Frey.
La torre cinese di Monaco prese fuoco più volte, l'ultima a luglio del 1944 durante la seconda guerra mondiale. Fu ricostruita in maniera minuziosa nel 1952.

## Descrizione
La torre è alta 25 metri ha una forma poligonale, è composta di 5 piani, con un diametro di 19 metri a terra e di 6 metri in alto. I vari piani sono collegati tramite una scala a chiocciola. Ogni piano ha un tetto ondulato dal quale pendono campane dorate. Il modello della torre cinese di Monaco era la "grande pagoda" nel giardino del castello reale Kew Gardens a Londra, la quale è sua volta una copia di una pagoda di porcellana in un giardino di un imperatore cinese. È un grande esempio di come trionfò la moda cinese in Europa nel Settecento, gli anni delle Chinoiserie.
La torre è circondata da un Biergarten da 7000 posti da sedere, il secondo in ordine di grandezza di Monaco.

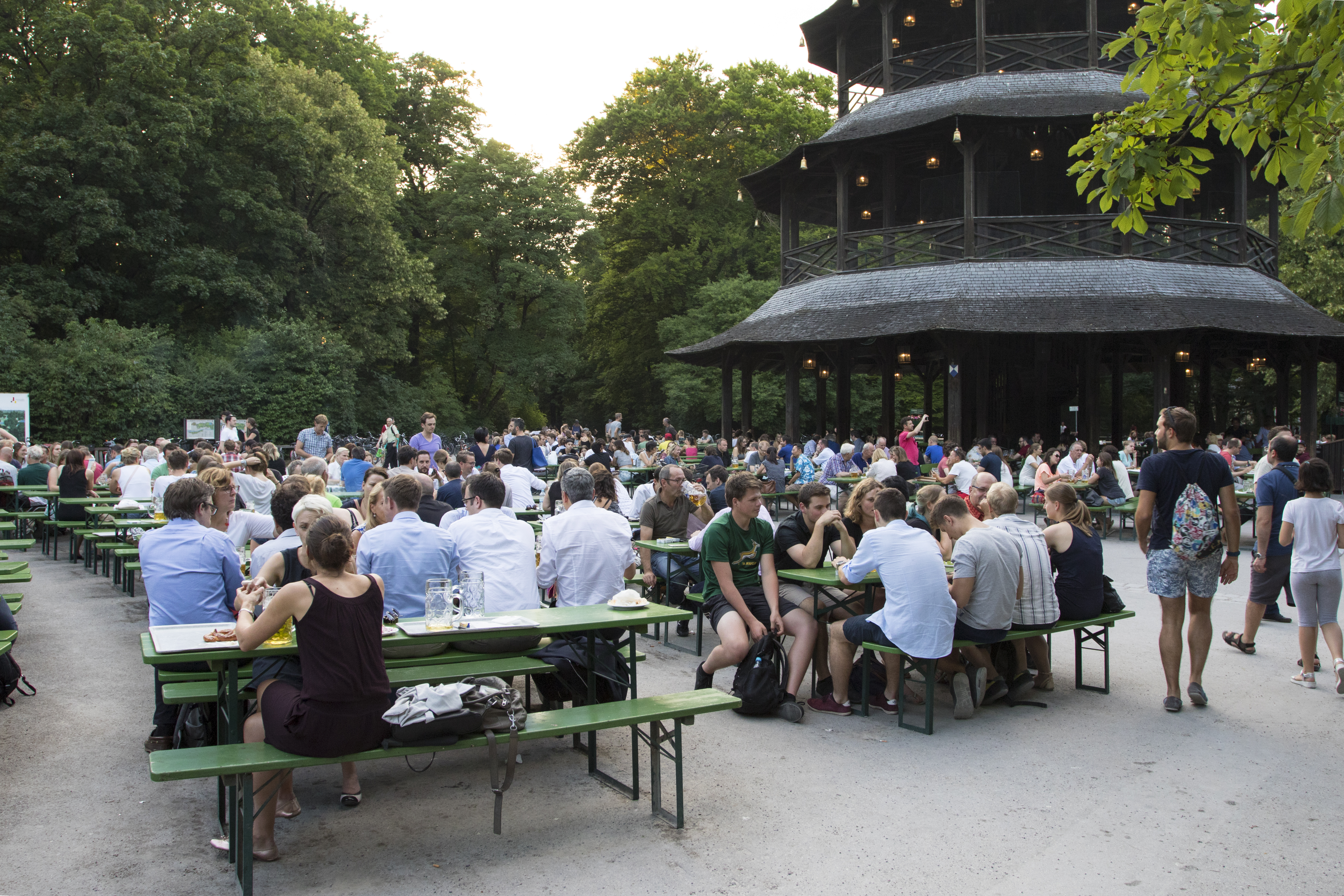
Tavoli del biergarten presso la Torre Cinese a Monaco di Baviera